# HMS Duke (1682)
HMS Duke was een tweederangs linieschip van de Engelse Royal Navy dat op 13 juni 1682 te water gelaten werd. Het schip werd gebouwd in de scheepswerf Woolwich Dockyard. Het schip had drie dekken en negentig kanonnen aan boord.

## HMS Prince George (1701)
In 1701 werd het schip herbouwd en omgedoopt naar HMS Prince George (naar de toekomstige koning George II). Het bleef een tweederangs linieschip met 94 kanonnen en werd na de wederopbouw ingezet tijdens de Spaanse Successieoorlog bij de verovering van Gibraltar en de Zeeslag bij Málaga in 1704.

## HMS Prince George (1723)
Op 4 november 1719 werd de HMS Prince George opnieuw herbouwd in Deptford volgens de 1719 Establishment-regels waarna het schip op 4 september 1723 opnieuw in dienst genomen werd.

## HMS Prince George (1755)
Begin 1755 werd het schip omgebouwd naar een derderangs linieschip met 80 kanonnen. In juni 1757 werd de HMS Prince George voor reparatie naar de haven van Portsmouth gebracht. Het werk nam vier maanden in beslag en daarna werd het schip opnieuw in gebruik genomen als het vlaggenschip van admiraal Broderick. Op 13 april 1758 was de HMS Prince George op zee in de Golf van Biskaje toen er benedendeks brand uitbrak. De vlammen verspreidden zich snel over het hele schip en het schip verging waarbij 485 van de 745 bemanningsleden omkwamen.